# Mordgrundbach (Bahra)
Der Mordgrundbach ist ein Bach in Tschechien und Sachsen, der beim Ortsteil Hellendorf der Stadt Bad Gottleuba-Berggießhübel im Landkreis Sächsische Schweiz-Osterzgebirge von links in die Bahra mündet. Sein Kerbtalabschnitt heißt Mordgrund.

## Verlauf
Der Fluss entspringt im Osterzgebirge südöstlich der tschechischen Ortschaft Krasný Les (dt. Schönwald) der Gemeinde Petrovice (dt. Peterswald) als Slatina. Das Quellgebiet auf etwa 680 m ist ein waldiges Sumpfareal, das durch Teiche kultiviert wurde und über die Slatina nach Norden entwässert. Einer der Teiche besitzt, einer Bifurkation ähnlich, zwei Abflüsse. Der andere, westliche heißt Rybný potok (Fischbach) und ist Quellfluss der Gottleuba.

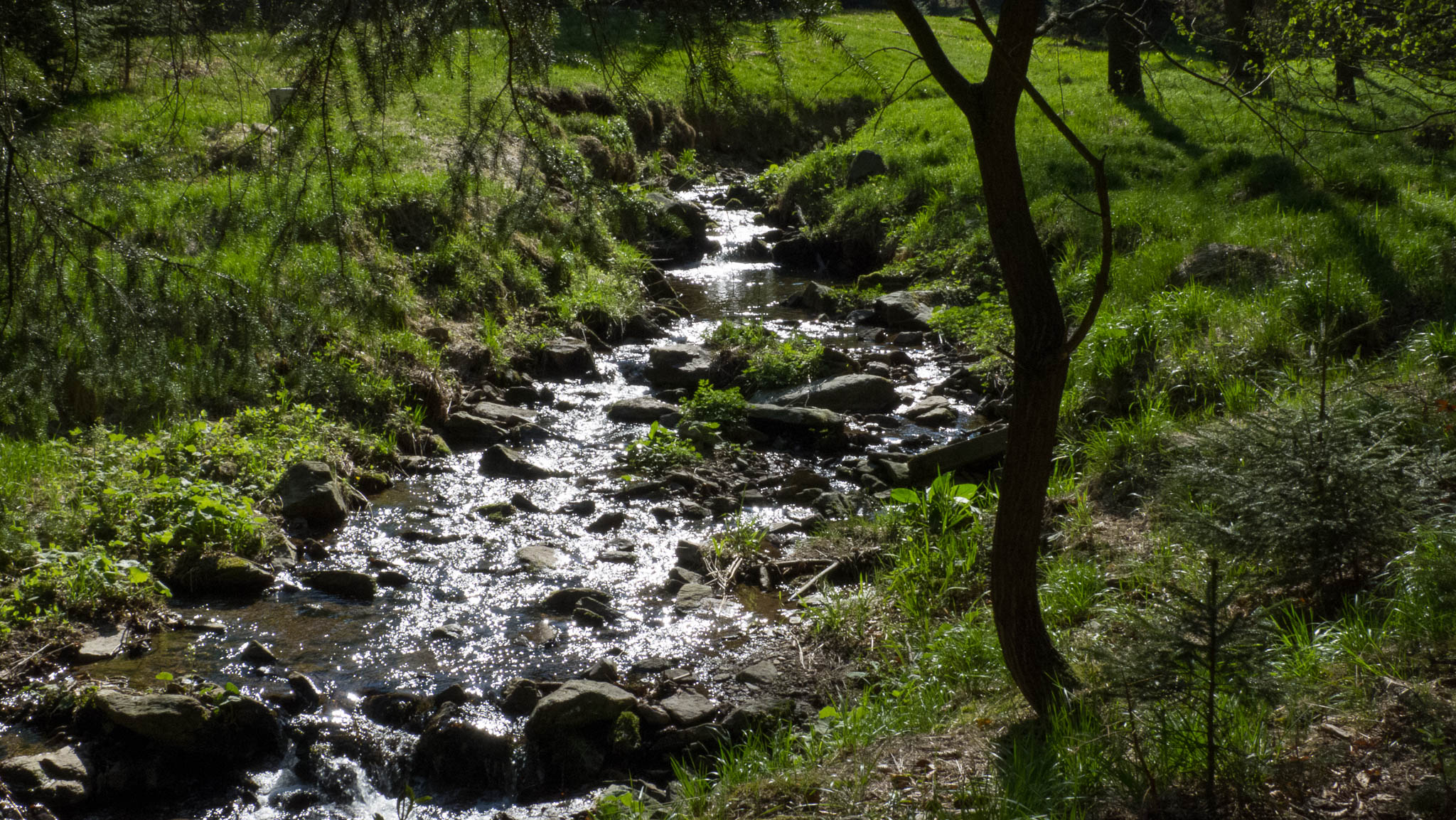
Mordgrundbach kurz nach der tschechisch-deutschen Grenze

Nach etwa 2,3 Kilometern wird der Bach von der Autobahn D8 überquert, bevor der Flusslauf, bereits mit weiteren Quellbächen vereinigt, östlich der Oelsener Höhe auf etwa 515 m ü. NN. deutsches Gebiet berührt und eine kurze Strecke als Grenzbach verläuft. Hier läuft der nunmehrige Mordgrundbach in einem Kerbtal, dem sogenannten Mordgrund (tschechisch Mordová rokle), dessen Hänge bis zu 80 m über den Talgrund ansteigen. Hier lag das Hammergut und Mühlengut Bienhof. Am Ausgang des Mordgrundes liegt noch oberhalb der Ortschaft Bärhau das Rückhaltebecken Mordgrundbach. Unterhalb des Sees und der Ortschaft Bärhau erreicht er die Ortschaft Hellendorf von Bad Gottleuba-Berggießhübel, wo der Mordgrundbach dann von links und zuletzt Südwesten in die hier auch Buschbach genannte Bahra mündet, die nicht weit von ihm selbst entspringt.

## Zuflüsse
Auswahl, von der Quelle zur Mündung gelistet
- Grenzbach (Hranicni potok), von links (Westen) oberhalb von Bienhof
- Pfarrgründelbach, von links (Westen) bei Bienhof
- Silberborn, von rechts (Osten) bei Bienhof
- Strompelbach, von rechts (Südosten) bei Bärhau

## Naturraum und Naturschutz
Der ursprünglich in seiner Talaue auf einer Breite von bis zu 100 Metern mäandrierende Bach wurde durch den Bau des Rückhaltebeckens Mordgrundbach und Rekultivierungsmaßnahmen teilweise in seinem Lauf begradigt. Oberhalb von Bienhof wurde das Tal zur Gewinnung landwirtschaftlicher Nutzfläche um 1875 auf einer Länge von ca. 1,5 Kilometern (bis zu der Stelle, an welcher der Mordgrundbach die gemeinsame Grenze zwischen Sachsen und Böhmen bildet) rekultiviert. Dabei wurde der Bachlauf an den östlichen Talhang verlegt, Am westlichen Talhang entstand ein Wirtschaftsweg, der zum Hochwasserschutz teilweise auf einem höhergelegten Damm verläuft.
Die Vegetation des Tales ist an seinen Hängen von Fichten und Rotbuchen geprägt. Hinzu kommen u. a. Vorkommen von Waldmeister, Haselwurzen, Ausdauernden Silberblatt, Bingelkräuter und verschiedene Farne. Vereinzelt sind die Talhänge von Gneisklippen durchsetzt.
Die Talsohle und insbesondere die im Umfeld von Bienhof zum Tal führenden Seitentäler sind durch vielfältige Auenpflanzen und Bergwiesen geprägt. Hier finden sich u. a. der Quirlige Weißwurz, die Trollblume, die Akeleiblättrige Wiesenraute, die subalpine Gebirgsrose und der Talstern.
Die Bergwiesen im Umfeld des Mordgrundbaches wurden bereits ab den 1920er Jahren vom Landesverein Sächsischer Heimatschutz gekauft und unter Naturschutz gestellt.
Aktuell liegt der deutsche Bachabschnitt oberhalb von Hellendorf im Landschaftsschutzgebiet (LSG) d75 "Unteres Osterzgebirge". Teile des LSG sind oberhalb des Rückhaltebeckens Mordgrundbach zudem als Naturschutzgebiet D 50 "Mittelgebirgslandschaft um Oelsen" geschützt. Diese Teile sind räumlich fast identisch mit dem FFH-Gebiet 042E "Mittelgebirgslandschaft um Oelsen".